# Valley County (Montana)
Valley County is een county in de Amerikaanse staat Montana.
De county heeft een landoppervlakte van 12.745 km² en telt 7.675 inwoners (volkstelling 2000). De hoofdplaats is Glasgow.

## Bevolkingsontwikkeling

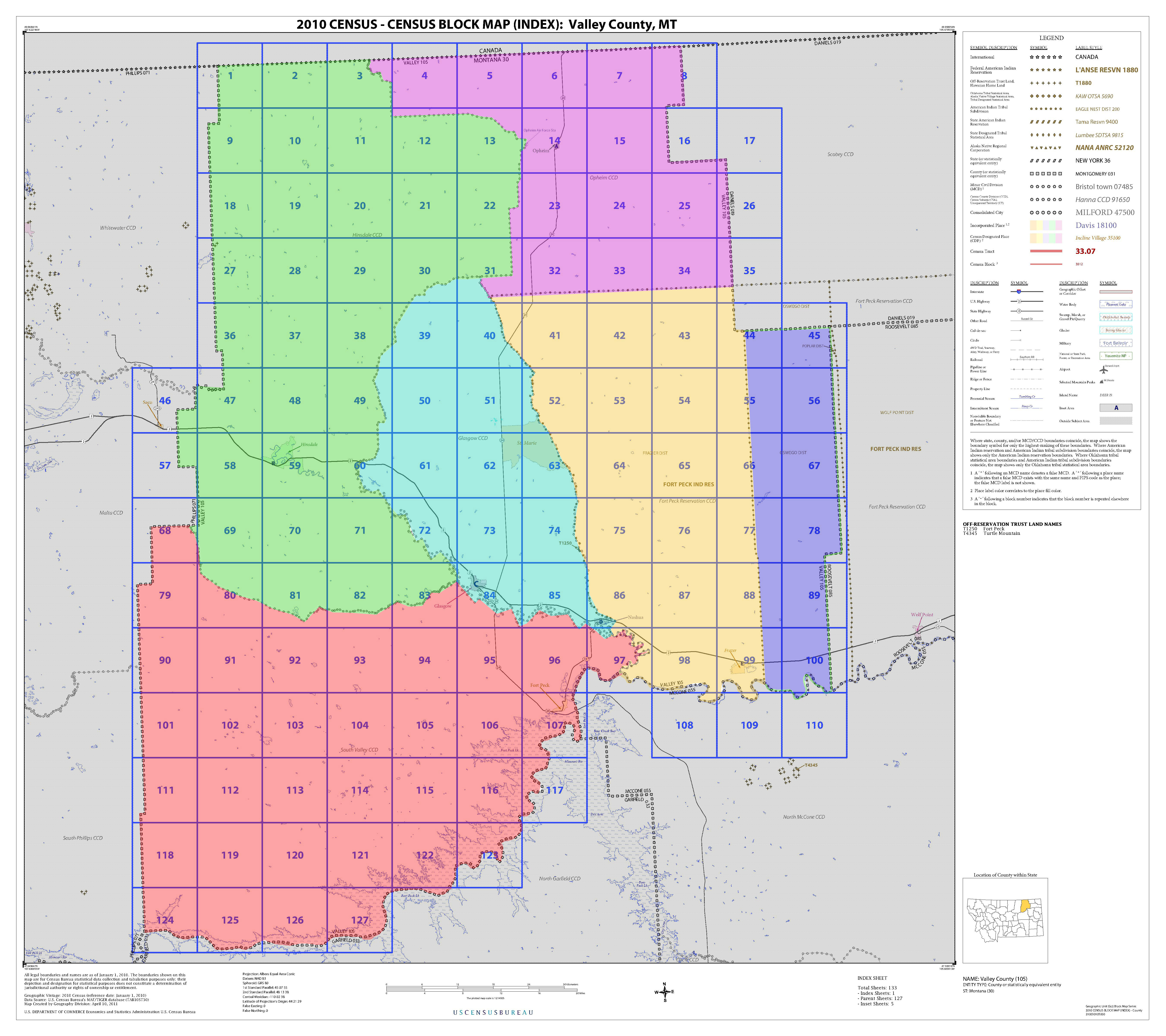
Kiesdistricten in Valley County, 2010